# La Prisonnière d'Amalfi
Pour plus de détails, voir Fiche technique et Distribution.
La Prisonnière d'Amalfi (La prigioniera di Amalfi) est un film italien réalisé par Giorgio Cristallini, sorti en 1954.

## Fiche technique
Sauf indication contraire, les informations mentionnées dans cette section peuvent être confirmées par la base de données cinématographiques IMDb,  présente dans la section « Liens externes ».
- Titre original : La prigioniera di Amalfi
- Titre français : La Prisonnière d'Amalfi[1]
- Réalisation : Giorgio Cristallini
- Scénario : Giorgio Cristallini, Piero Regnoli
- Photographie : Alvaro Mancori[2]
- Montage : Nino Baragli[2]
- Musique : Vincenzo Falconatà[2]
- Son : Adriano Taloni[2]
- Décors : Lamberto Giovagnoli
- Producteur : Enzo Merolle
- Société de production : Glomer Film[2]
- Société de distribution : Filmar Compagnia Cinematografica
- Pays de production :  Italie
- Langue originale : Italien
- Format : Noir et blanc — 35 mm — 1,37:1 — Son mono
- Genre : Film dramatique, Film d'aventure
- Durée : 94 minutes (1 h 34)
- Dates de sortie :
  - Italie : 15 janvier 1954
  - France : 26 juillet 1955[1]

## Distribution
- Narciso Parigi : Roberto
- Luciana Vedovelli
- Piero Lulli
- Marisa Merlini
- Guido Celano
- Francesco De Marco
- Maria Dominiani
- Loris Gizzi
- Paul Muller : le baron Cangemi
- Piero Palermini
- Cesare Polacco
- Isa Querio
- Dina Sassoli
- Linda Sini
- Alberto Sorrentino